# هنري دي ديون
هنري دي ديون (بالفرنسية: Henri de Dion)‏ هو مهندس فرنسي، ولد في 21 ديسمبر 1828 في Montfort-l'Amaury ‏ في فرنسا، وتوفي في 13 أبريل 1878 في باريس في فرنسا.